# من جورجینا هستم
مجموعهٔ من جورجینا هستم (انگلیسی: I Am Georgina) یک برنامهٔ تلویزیونی واقع‌نما (ریالیتی) اسپانیایی است که بر زندگی شخصی جورجینا رودریگز، اینفلوئنسر، کارآفرین و همسر کریستیانو رونالدو تمرکز دارد. این مجموعه در تاریخ ۲۷ ژانویه ۲۰۲۲ از طریق سرویس پخش آنلاین نتفلیکس منتشر شد. فصل دوم این مجموعه از مارس ۲۰۲۳ آغاز شد.
این برنامه عمدتاً بر زندگی جورجینا، کریستیانو رونالدو و فرزندانشان، یعنی کریستیانو جونیور، اوا، ماتئو، آلانا و بلا اسمرالدا تمرکز دارد و همچنین شامل حضور خویشاوندان نزدیک آن‌ها در این مجموعه است.

## تولید
در تاریخ ۳۱ دسامبر ۲۰۲۱، جورجینا رودریگز اعلام کرد که میزبان مجموعهٔ واقع‌نمای خود با عنوان «من جورجینا هستم» خواهد بود که پخش آن از ژانویه ۲۰۲۲ آغاز می‌شود. دو روز پیش از انتشار، او در شبکهٔ اجتماعی اینستاگرام خود تریلری از این مجموعه منتشر کرد و اعلام نمود که این برنامه هم‌زمان با جشن تولد ۲۸ سالگی‌اش در دبی منتشر خواهد شد.
در ۱۵ اکتبر ۲۰۲۲، پس از پایان فصل اول، رودریگز تأیید کرد که فصل دوم مجموعهٔ مستند خود ساخته خواهد شد. در ۳۰ ژانویه ۲۰۲۳، نتفلیکس اعلام کرد که برنامهٔ واقع‌نمای جورجینا رودریگز تاریخ انتشار مشخصی دارد. او اظهار داشت: «اگر فصل اول موفقیتی بزرگ بود، فصل دوم حتی بهتر خواهد بود.» بدین ترتیب، فصل دوم با عنوان «من جورجینا هستم ۲» در ۲۴ مارس ۲۰۲۳ منتشر شد.
این مجموعه به تهیه‌کنندگی اجرایی خوامپی کوفره و خود جورجینا رودریگز برای استودیوهای نتفلیکس ساخته شده است. کینگ همچنین به‌عنوان مدیر تولید این برنامه فعالیت می‌کند.

## بازیگران

### اصلی
- جورجینا رودریگز
- کریستیانو رونالدو
- ایوانا رودریگز

## انتشار
فصل اول این مجموعه در تاریخ ۲۷ ژانویه ۲۰۲۲ در اسپانیا و به‌صورت هم‌زمان در سطح بین‌المللی از طریق نتفلیکس منتشر شد. فصل دوم این مجموعهٔ مستند با عنوان «من جورجینا هستم» در ۲۴ مارس ۲۰۲۳ در اسپانیا از نتفلیکس پخش شد.

## قسمت‌ها
| فصل | قسمت‌ها | قسمت‌ها | تاریخ اصلی روی آنتن رفتن | تاریخ اصلی روی آنتن رفتن |
| --- | ------ | ------ | ------------------------ | ------------------------ |
| ۱   | ۶      | ۶      | ۲۷ ژانویه ۲۰۲۲           | ۲۷ ژانویه ۲۰۲۲           |
| ۲   | ۶      | ۶      | ۲۴ مارس ۲۰۲۳             | ۲۴ مارس ۲۰۲۳             |
| ۳   | ۶      | ۶      | ۱۸ سپتامبر ۲۰۲۴          | ۱۸ سپتامبر ۲۰۲۴          |

### فصل ۱ (۲۰۲۲)
| شم. کلی | شم. در فصل | عنوان                                    | تاریخ انتشار اصلی |
| ------- | ---------- | ---------------------------------------- | ----------------- |
| ۱       | ۱          | «روزی که زندگی‌ام را تغییر داد…»          | ۲۷ ژانویه ۲۰۲۲    |
| ۲       | ۲          | «چشم برهم بزنی، از دستش می‌دهی…»          | ۲۷ ژانویه ۲۰۲۲    |
| ۳       | ۳          | «روزهای شلوغ»                            | ۲۷ ژانویه ۲۰۲۲    |
| ۴       | ۴          | «فوتبال، تعطیلات و اعلام جنسیت…»         | ۲۷ ژانویه ۲۰۲۲    |
| ۵       | ۵          | «بازگشت به آغاز»                         | ۲۷ ژانویه ۲۰۲۲    |
| ۶       | ۶          | «شهر جدید، برنامه‌های جدید و خبرهای خوب…» | ۲۷ ژانویه ۲۰۲۲    |

### فصل ۲ (۲۰۲۳)
| شم. کلی | شم. در فصل | عنوان                         | تاریخ انتشار اصلی |
| ------- | ---------- | ----------------------------- | ----------------- |
| ۷       | ۱          | «هیچ‌چیز کامل نیست»            | ۲۴ مارس ۲۰۲۳      |
| ۸       | ۲          | «زندگی ادامه دارد»            | ۲۴ مارس ۲۰۲۳      |
| ۹       | ۳          | «همه برای یکی و یکی برای همه» | ۲۴ مارس ۲۰۲۳      |
| ۱۰      | ۴          | «موفقیت یا شکست»              | ۲۴ مارس ۲۰۲۳      |
| ۱۱      | ۵          | «رؤیاها به حقیقت می‌پیوندند»   | ۲۴ مارس ۲۰۲۳      |
| ۱۲      | ۶          | «آینده همین حالاست»           | ۲۴ مارس ۲۰۲۳      |

### فصل ۳ (۲۰۲۴)
| شم. کلی | شم. در فصل | عنوان                   | تاریخ انتشار اصلی |
| ------- | ---------- | ----------------------- | ----------------- |
| ۱۳      | ۱          | «کشور جدید، تیم جدید»   | ۱۸ سپتامبر ۲۰۲۴   |
| ۱۴      | ۲          | «تعطیلات خانوادگی»      | ۱۸ سپتامبر ۲۰۲۴   |
| ۱۵      | ۳          | «سکوت را خراب نکن»      | ۱۸ سپتامبر ۲۰۲۴   |
| ۱۶      | ۴          | «دهه سوم زندگی جورجینا» | ۱۸ سپتامبر ۲۰۲۴   |
| ۱۷      | ۵          | «جورجینا در پاریس»      | ۱۸ سپتامبر ۲۰۲۴   |
| ۱۸      | ۶          | «به سوی آینده‌ای روشن»   | ۱۸ سپتامبر ۲۰۲۴   |